# Aaron Cove
Aaron Cove est une communauté non incorporée située dans la province canadienne de Terre-Neuve-et-Labrador.